# Skredsviks distrikt
Skredsviks distrikt är ett distrikt i Uddevalla kommun och Västra Götalands län. 
Distriktet ligger vid kusten, väster om Uddevalla.

## Tidigare administrativ tillhörighet
Distriktet inrättades 2016 och utgörs av socknen Skredsvik i Uddevalla kommun. 
Området motsvarar den omfattning Skredsviks församling hade vid årsskiftet 1999/2000.